# Saltängen

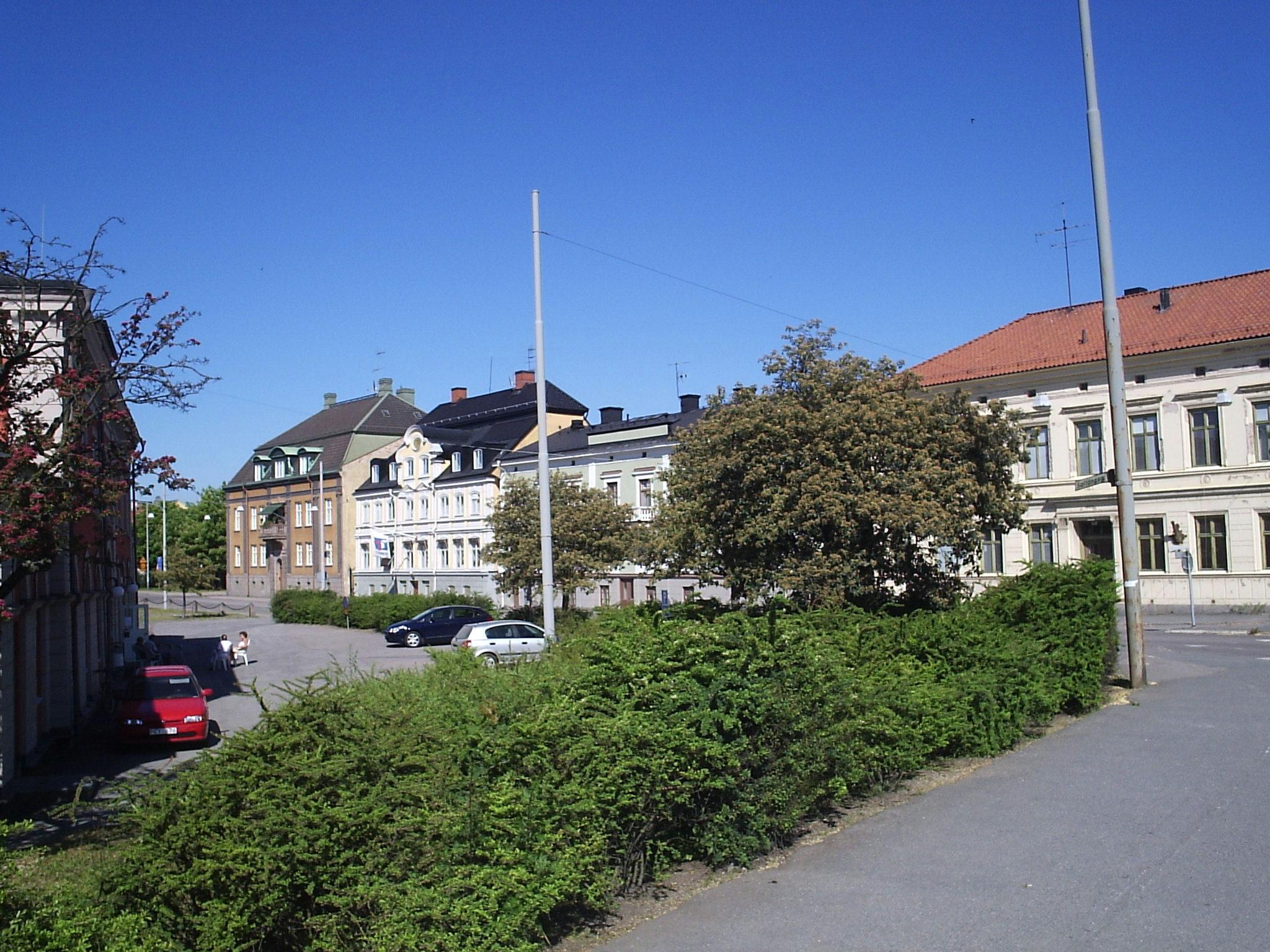
Saltängsgatan vid Gamla Tullhuset i Norrköping

Saltängen är en stadsdel i Norrköping. 
På 1600-talet var Saltängen stadens finaste stadsdel, tillkommen på hertig Johans initiativ. Han uppmuntrade dem som ville slå sig ner på Saltängen med förmåner, bland annat tolv års skattefrihet. Här kom därför societeten att bo i närheten av slottet Johannisborg. 
Det finaste huset blev Stenhuset på Saltängen, Louis De Geers 1600-talspalats i tegel och sandsten med sina 50 gemak i en huvudbyggnad med två flyglar, vilken sträckte sig 80 meter längs Slottsgatan (numera Saltängsgatan 19). Stenhuset var nattlogi åt kunglighete och stormän. Byggnadskomplexet innehöll även ett tvåskeppigt kapell, ladugård, orangeri, stall för femtio hästar och vagnshus. Huvudbyggnaden och västra flygeln uppfördes 1627–30, fick en tillbyggnad med östra flygeln 1640–46 och brann ned 1711. En ny byggnad uppfördes på dess ställe. 
I Saltängen tillkom med tiden, vid sidan av bostadshus, även kontor för rederier samt Tullhuset, som stod färdigt 1784. Också Karl XIV Johan ägde hus på Saltängen.
Under senare delen av 1800-talet och första hälften av 1900-talet förslummades stadsdelen. Ur denna stadsmiljö hämtade Albert Engström inspiration till sina figurer. Han bodde under sin studietid i Norrköping på Slottsgatan 52.
Sjöfartsverket och Kriminalvårdsstyrelsen finns i nordvästra delen av Saltängen sedan mitten av 1970-talet. Invid Hamnbrons nordöstra fäste finns Kanontorget, där kanoner tillverkade i Finspång lagrades för export efter nedtranport längs Glan och Motala ström.

## Bildgalleri

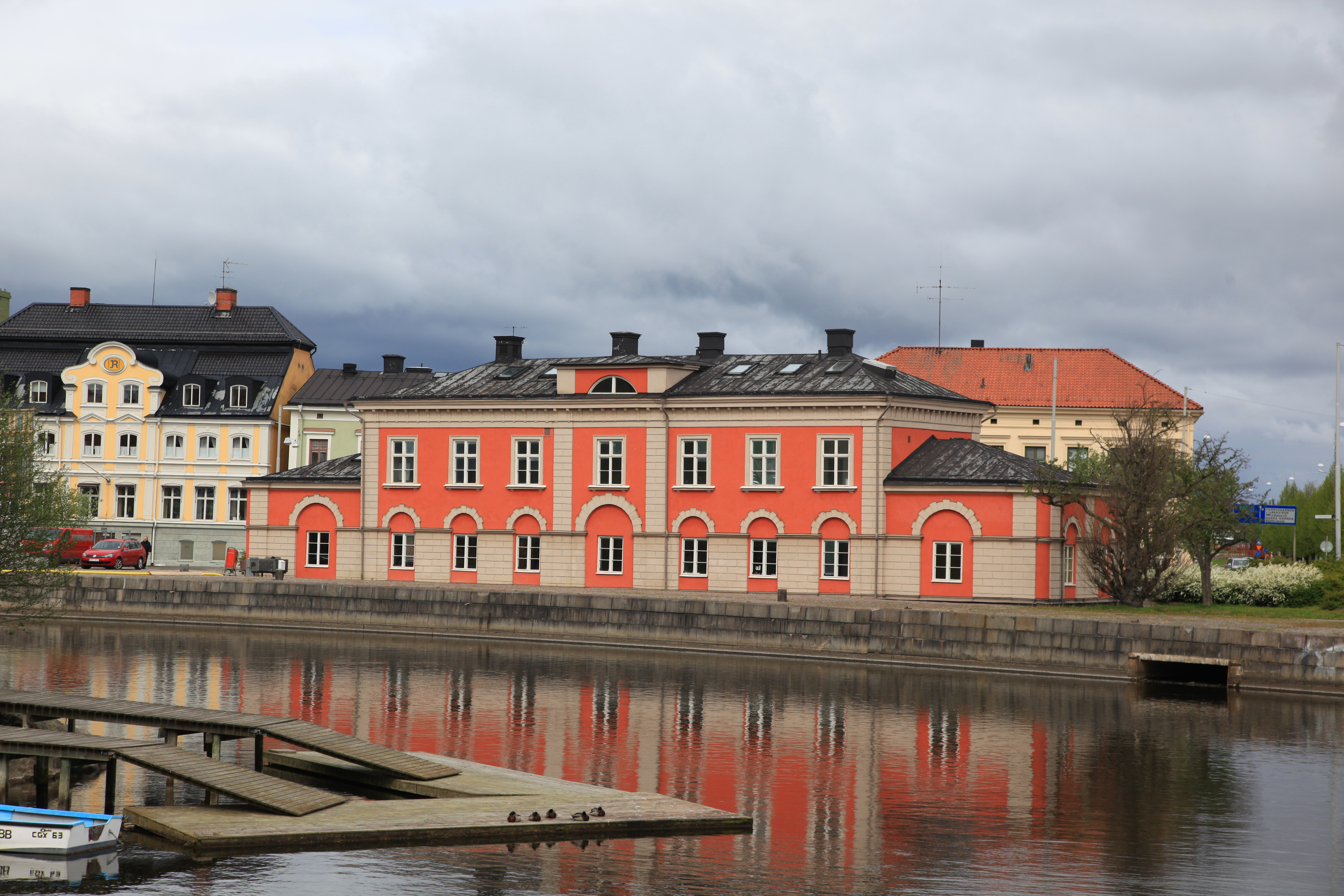
Gamla tullhuset, Norrköping
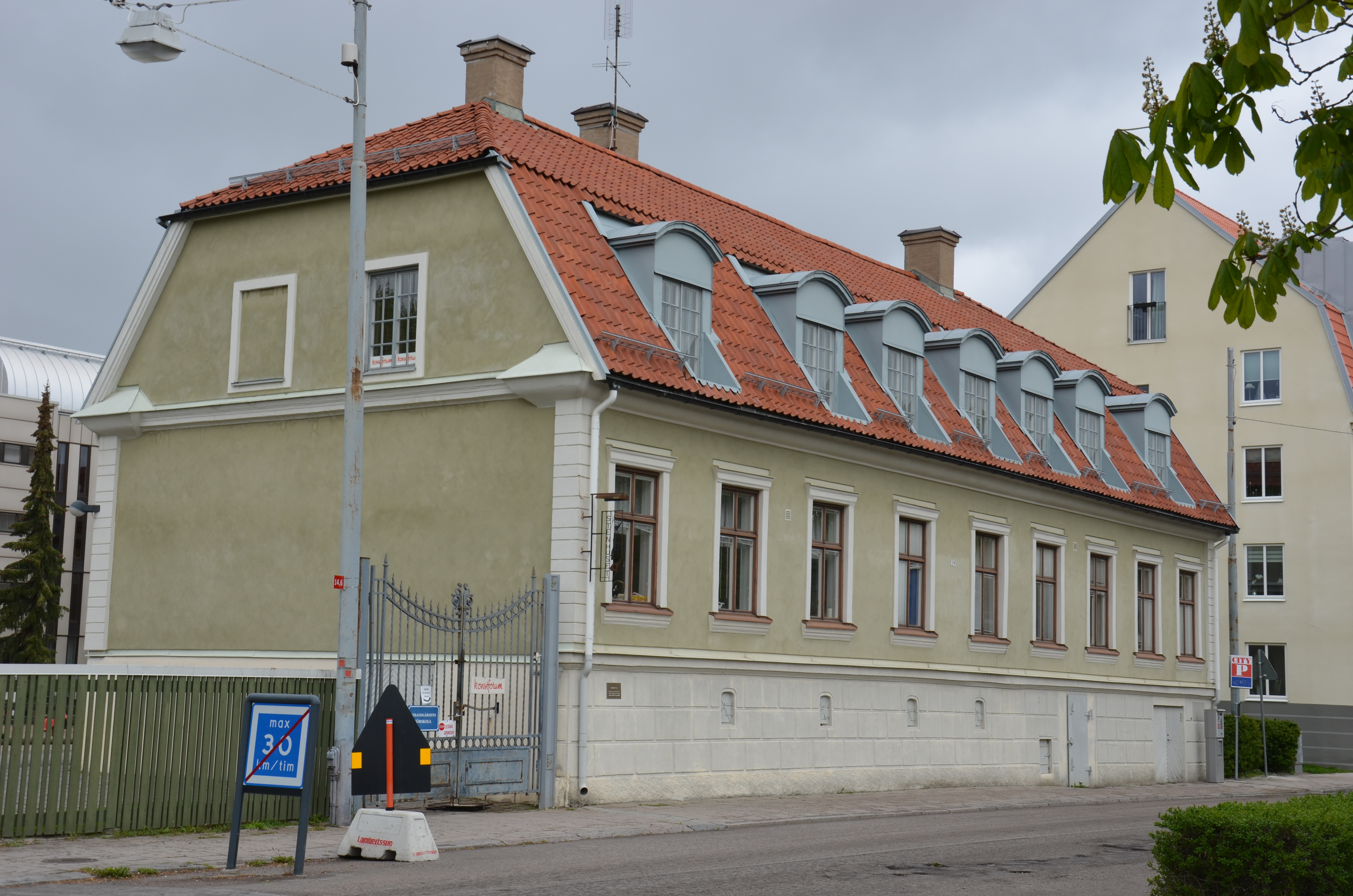
Stenhuset på Saltängen
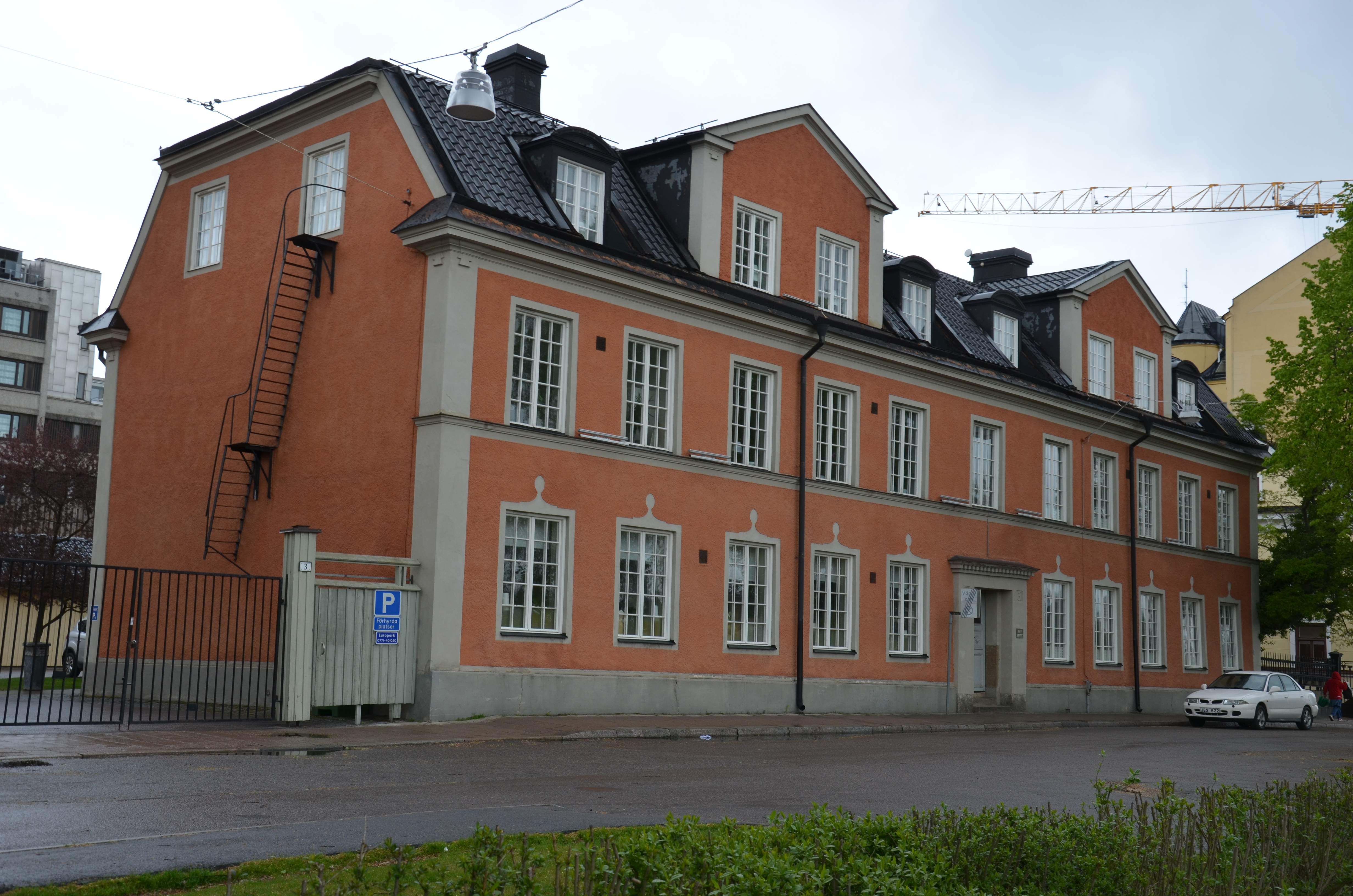
W6-huset
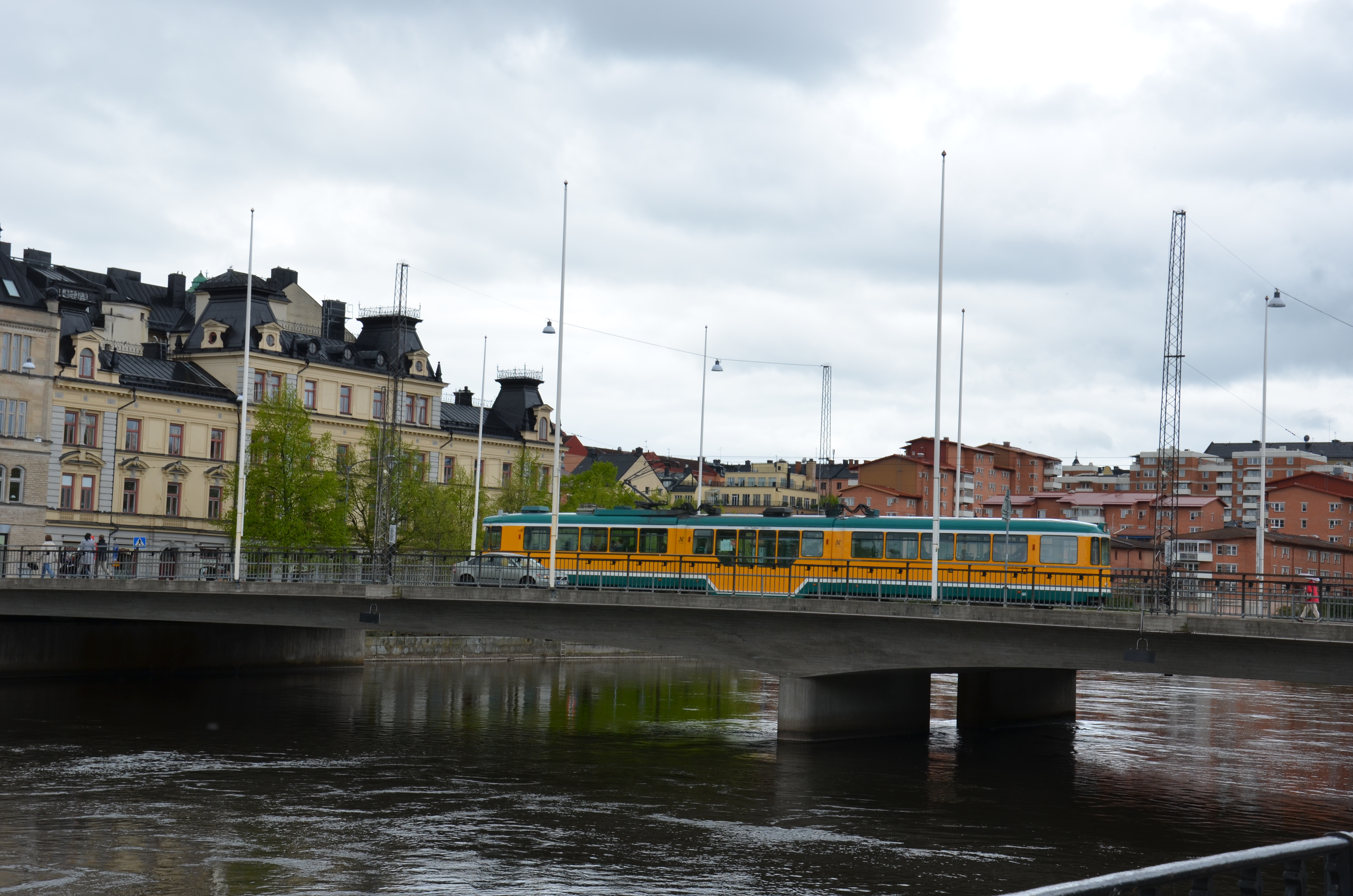
Saltängsbron
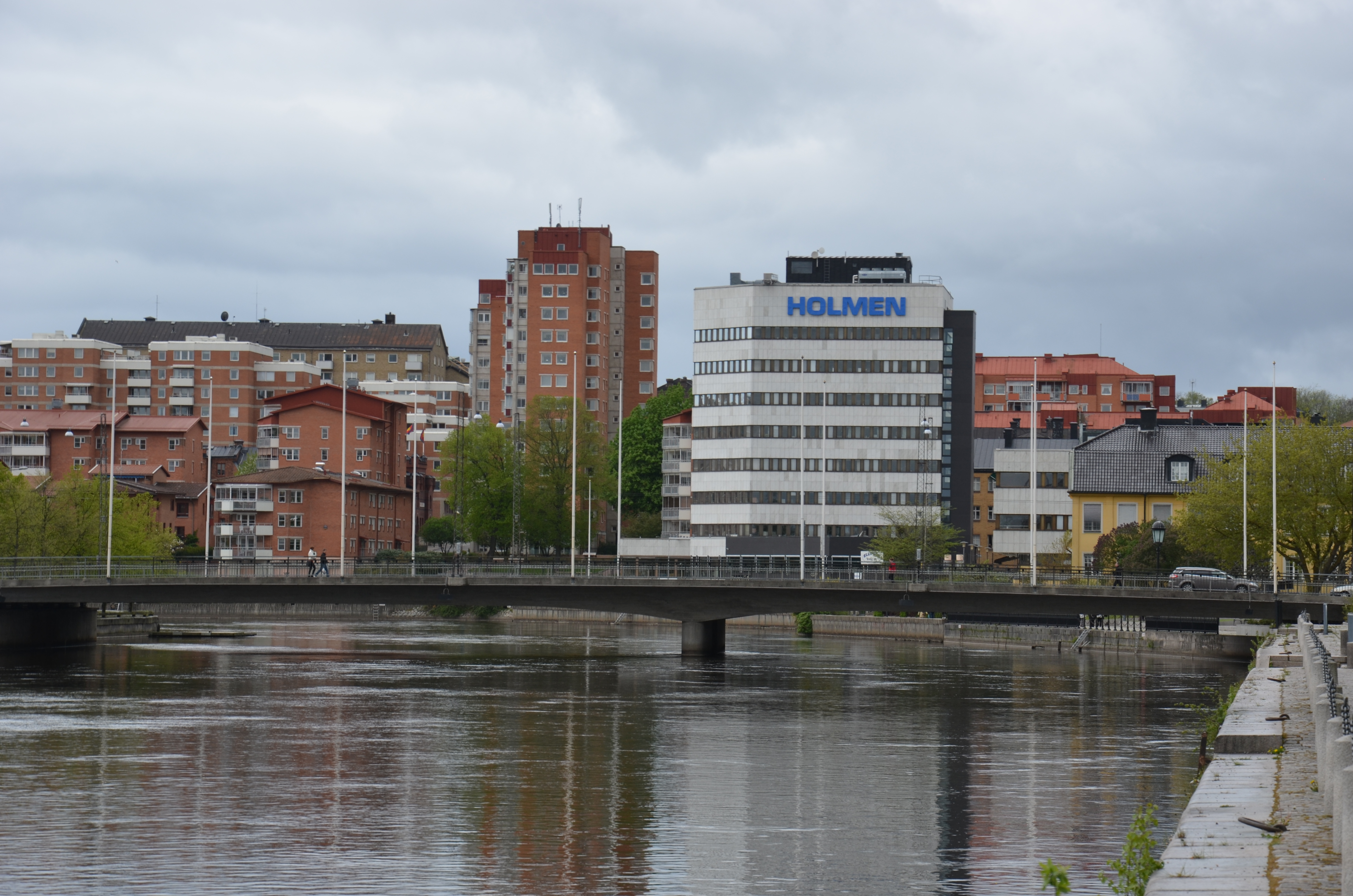
Motala ström med Refvens grund strax väster om Saltängen